# Catrachia mariana
Catrachia mariana är en skalbaggsart som beskrevs av Coca-abia och Robbins 2006. Catrachia mariana ingår i släktet Catrachia och familjen Melolonthidae. Inga underarter finns listade.